# بشير أندليشري

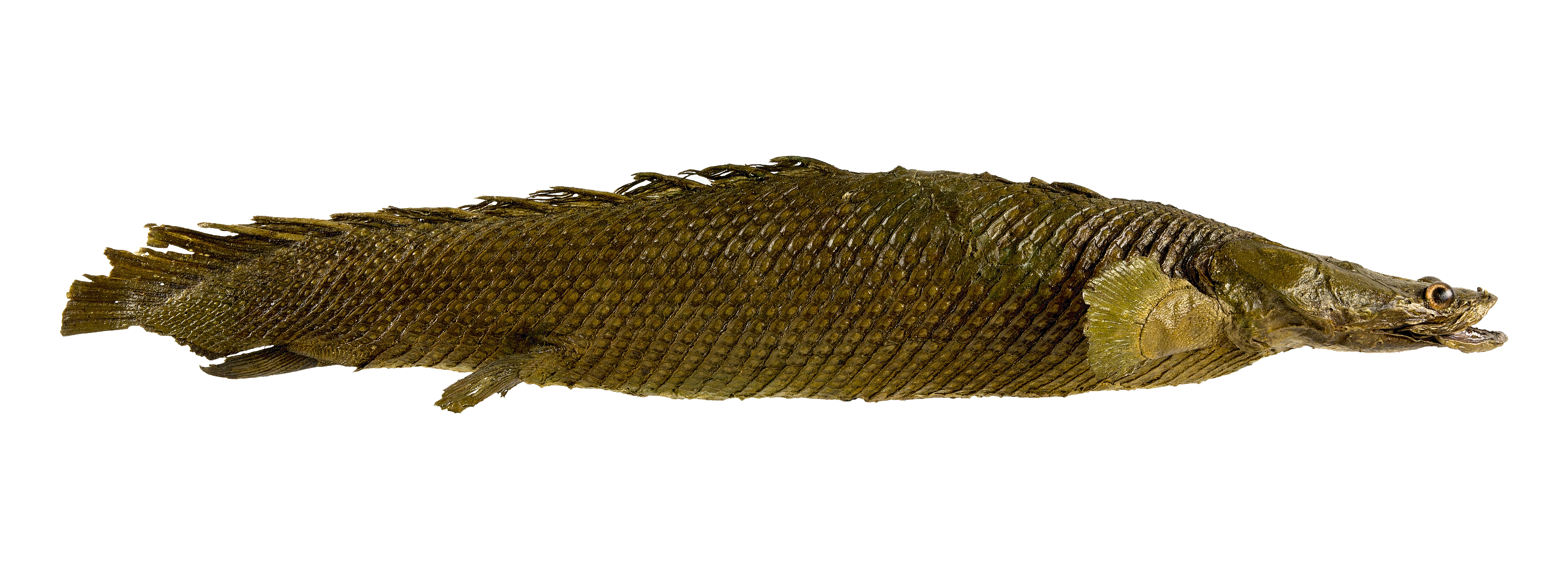
Polypterus endlicherii

بشير أندليشري (الاسم العلمي:Polypterus endlicheri) هي نوع من الأسماك تتبع جنس كثيرة الزعانف من فصيلة كثيرات الزعانف.